# درندل
الدَرَنْدَل هو فستان تراثي يلبس في جنوب ألمانيا وليختنشتاين والنمسا وسويسرا وإيطاليا أو البلدان المحيطة بجبال الألب.

## تاريخه
ظهر في عام 1870 ميلادية وكان لكل قرية نمط خاص بها وبكل قرية مجموعة نساء يحيكَنَّه بالقرن التاسع عشر.

## طالع المزيد
- درندل إفريقي